# Ley (krater księżycowy)
Ley – krater uderzeniowy położony na niewidocznej z Ziemi stronie Księżyca, w jej północnej części.
Ley leży w południowej części pierścienia krateru Campbell, jego południowo-zachodnia część nachodzi na sąsiedni krater Von Neumann.